# Praesens Verlag
Der Praesens Verlag ist ein in Wien ansässiger Verlag, der 1989 als „Edition Praesens“ gegründet wurde und seit 2006 den jetzigen Namen trägt.

## Verlagsgeschichte und Verlagsprogramm
Der Verlag wurde im Jahr 1989 von dem Wiener Germanisten Peter Ernst zum Zwecke der Veröffentlichung germanistischer Publikationen gegründet und firmierte ursprünglich als „Edition Praesens“. Bald erfolgte mit Publikationen zur Anglistik, Romanistik und Skandinavistik eine erweiterte philologische Ausrichtung, die das literatur- und sprachwissenschaftliche Verlagsprofil festigte. Unter der Verlagsleitung von Peter Ernst zählten auch historische Themen zum Verlagsrepertoire.
Im Jahr 2002 übernahm der österreichische Literaturwissenschaftler Michael Ritter die Verlagsleitung. Das Verlagsprogramm umfasst vor allem literaturwissenschaftliche und sprachwissenschaftliche Themen. Auch kulturhistorische, biografische und belletristische Bücher zählen zum Verlagsrepertoire. Jährliche Publikationen sind unter anderem Stimulus, Mitteilungen der Österreichischen Gesellschaft für Germanistik sowie das österreichische Literaturjahrbuch praesent, dessen Leistung(sschau) folgendermaßen gewürdigt wurde:

„Das gesamte heimische Literaturbetriebsgeschehen eines Jahres zusammenzufassen ist eine undankbare, mühevolle Aufgabe. Seit 2002 bewerkstelligt Michael Ritter, Verleger der Edition Praesens, diese Herausforderung mit ziemlicher Bravour: Auch der Band "praesent 2007", der das literarische Geschehen in Österreich von Juli 2005 bis Juni 2006 kommentiert und analysiert, reiht sich nahtlos ein in die aus kritischer Distanz verfasste, selten lobhudelnde Jahrbuchreihe. In der jüngsten Ausgabe der fortlaufenden Chronik der Ö-Literatur ist etwa die Rezension einer "mustergültig misslungenen CD-ROM-Edition" von Karl Kraus' Zeitschrift "Die Fackel" zu finden sowie ein Essay über einen rezenten Bestsellerautor: "Ein schlafendes Chamäleon – ein fiktiver Dialog über Thomas Glavinic".“